# Llorenç Tous Massanet
Llorenç Tous Massanet (Capdepera, Mallorca 1933) és un teòleg i poeta mallorquí. El 1957 fou ordenat de prevere. El 1960, es llicencià en teologia i sagrada escriptura a la Pontifícia Universitat Gregoriana i al Pontifici Institut Bíblic de Roma. Fou professor del Seminari de Mallorca (1960-70) i és des de 1970 professor del CETEM. El 1962, fou nomenat canonge. Va ser vicepresident del Capítol Catedralici de Mallorca del 1986 al 1989.
Ha col·laborat a revistes com Comunicació, Bíblia i Fe i Arran. Des del decenni de 1980, ha estat especialment rellevant la seva tasca social en el Jonquet i a la Presó Provincial. El seu pensament i la seva poesia reflecteixen el patiment i la marginació des del vessant evangèlic i de compromís. El 2001 va rebre el Premi Ramon Llull.
Ha col·laborat a revistes com Dabar.

## Obres
- Cala Gat: reflexions (1974)
- Cristo en casa 74: Emisiones bíblicas (1975)
- Experiencias humanas (1975)
- Los sentidos del espíritu (1975)
- San Juan un teólogo de hoy: comentario al IV Evangelio (1978)
- Trapos al sol: experiencias de Dios con los pobres (1989)
- El vell vident: retalls de vida en l'esperit (1990)
- Llavor de mostassa (1990)
- Matzoc: diari d'un pelegrí (1990)
- Como la sal: comentaris als evangelis dels diumenges i festes (1992)
- Homilies del cicle B i Vitrales de la catedral de Mallorca (1993), amb fotografies de Pere Coll